# Chiesa di San Giovanni Battista (Ferrara, Denore)
La chiesa di San Giovanni Battista è la parrocchiale a Denore, frazione di Ferrara. Risale al XII secolo.

## Storia
Il primitivo piccolo oratorio di Denore, documentato sin dal XII secolo, dipese nei primi anni dalla pieve di Formignana che a sua volte rientrava nella diocesi di Ravenna. In seguito vi furono altri passaggi di giurisdizione e finì per rientrare tra le parrocchie della diocesi di Ferrara.
All'inizio del XVII secolo venne riedificato ed ampliato sia per riqualificare la struttura sia per renderla adatta alle nuove esigenze dei fedeli.
Un nuovo e più radicale intervento fu realizzato alla fine del secolo successivo, quando, nuovamente l'edificio venne ampliato e fu costruita una canonica più grande. Il progetto di questa ricostruzione è attribuito ad Antonio Foschini.
Quasi un secolo più tardi fu necessario restaurare la copertura del tetto e, con l'occasione, venne rivista la decorazione della sala. Venne quasi contestualmente rifatta la torre campanaria.
Durante il secondo conflitto mondiale, tra il 1939 e il 1944, venne posata una nuova pavimentazione nella navata, furono controllate e rinnovate le decorazioni e l'immagine in terracotta della Madonna, oggetto di venerazione popolare, venne collocata in un nuovo santuario a lei dedicato, nel coro presbiteriale.
Negli anni ottanta si rimise mano alle coperture del tetto.
Dal 1997 l'immagine originale della Beatissima Vergine nel santuario della chiesa, che necessitava di interventi urgenti di restauro, è stata sostituita da una copia lignea.
I danni prodotti dal terremoto dell'Emilia del 2012 sono stati ingenti e non hanno ancora avuto la possibilità di essere completamente riparati.